# Église de Tous-les-Saints d'Odiham
 (juillet 2025).
L'église de Tous-les-Saints d'Odiham est une église anglicane située dans le village de Odiham, dans le Hampshire. Le monument a été classé Grade I par l'English Heritage.